# Agriphila beieri
Agriphila beieri is een vlinder uit de familie grasmotten (Crambidae). De wetenschappelijke naam is voor het eerst geldig gepubliceerd in 1953 door Stanisław Błeszyński.
De soort komt voor in Europa.